# Jean Joseph Jacques Holandre
Jean-Joseph-Jacques Holandre (4 mai 1778 à Fresnes-en-Woëvre - 30 août 1857 à Metz) est un naturaliste français. Cofondateur de la Société d'histoire naturelle de la Moselle, il est l'auteur de nombreux ouvrages sur la faune et la flore de Lorraine.

## Biographie
Jean Joseph Jacques Holandre voit le jour le 4 mai 1778, à Fresnes-en-Woëvre, en Lorraine. Il est très vite initié aux sciences naturelles par son oncle, le naturaliste François Holandre, alors directeur du Cabinet d’histoire naturelle du Prince de Deux-Ponts. Jean Jacques Holandre est chargé de l'exploitation forestière en Illyrie en 1809. Il revient à Metz en 1814. En 1817, il est nommé conservateur du musée d'histoire naturelle de Metz, formé autour des collections du cabinet d’histoire naturelle du Prince de Deux-Ponts. 
Professeur de Botanique au Jardin des Plantes, Holandre est l’un des fondateurs de la Société d’histoire naturelle de la Moselle. Il en devient le premier secrétaire en 1835. C’est à cette époque qu’il commence à constituer l’herbier de la Moselle. Auteur notamment de la Flore de Moselle (1829), il est l'un des premiers botanistes français à s'approprier la nomenclature linéenne.
Jean Joseph Jacques Holandre meurt à Metz en 1857.

## Publications scientifiques
- Faune du département de la Moselle,... par Mr Holandre,... Partie ornithologique, ou les oiseaux, Verronnais, 1825.
- Faune du département de la Moselle, par J. Holandre,... Animaux vertébrés : mammifères, oiseaux, reptiles et poissons, Mme Thiel, 1836.
- Notice sur les musaraignes des environs de Metz et sur quelques autres genres d'animaux de ce même pays, communiquée à l'Académie royale de Metz, le 30 octobre 1836, impr. de C. Dosquet, 1836.
- Flore de la Moselle, ou manuel d'herborisation, précédé d'un aperçu géologique sur le département,..., Verronnais, 1842.
- Table analytique pour faciliter l'étude des plantes dans la "Nouvelle flore du département de la Moselle"..., J. Verronnais, 1864.
- Flore de la Moselle, ou manuel d'herborisation, précédé d'un aperçu géologique sur le département, Mme Thiel, 1829-1836.

## Sources
- Annette Chomard-Lexa, Christian Pautrot : Les collections d'histoire naturelle de la ville de Metz et les explorateurs naturalistes messins du XIXe siècle, Les collections d’histoire naturelle de la ville de Metz, n° 3/4 septembre 2006 (pp 53-67).